# Paradas
Paradas – gmina w Hiszpanii, w prowincji Sewilla, w Andaluzji, o powierzchni 109,43 km². W 2011 roku gmina liczyła 7085 mieszkańców.